# 前頭
前頭（日语：／ Maegashira */?），是日本大相撲力士第六級位階，又稱幕內。
所有不在橫綱、三役的幕內力士都屬前頭級別，前頭力士分東，西兩組，東組的地位較高，因此東前頭筆頭地位比西前頭筆頭更高。
幕內級力士人數固定（自2004年以來為42人），但三役的人數不固定，因此前頭的人數可變化，但通常在30人到34人之間。前頭級力士的地位變動可很極端，例如，一個擁有8–7記錄的前頭2枚目可能只晉級至前頭筆頭，但排名最尾（幕尻）的前頭力士如獲優勝可晉級小結，這發生在2000年3月，排名14、二子山部屋的貴鬥力忠茂以13-2的成績奪冠。
5枚目以下的前頭力士只會與其他前頭力士比賽，四枚目以上的則會與三役、橫綱進行數場比賽，但亦有例外情況（令和5年（2023）七月場所，西前頭17枚目力士伯櫻鵬哲也因成績優異，先後與阿炎（小結）和豊昇龍（關脇）取組）。如擊敗橫綱可得金星、大關則可得銀星，並獲得金錢上的獎勵（加薪），通常在擊敗橫綱後觀眾會表現出極大興奮，並興高采烈地把坐墊扔入土俵。
前頭的月薪是140萬日元。